# Civrac-sur-Dordogne
Civrac-sur-Dordogne – miejscowość i gmina we Francji, w regionie Nowa Akwitania, w departamencie Żyronda.
Według danych na rok 1990 gminę zamieszkiwało 206 osób, a gęstość zaludnienia wynosiła 106 osób/km² (wśród 2290 gmin Akwitanii Civrac-sur-Dordogne plasuje się na 971. miejscu pod względem liczby ludności, natomiast pod względem powierzchni na miejscu 1568.).